# Курдский кофе
Курдский кофе (курд. Qehweya Kurdî или Qehweya Kezwanan, тур. Menengiç kahvesi) так же фисташковый кофе — традиционный горячий напиток, распространённый на территории проживания курдов, в этногеографической области Курдистан. Напиток готовится из жаренных молотых плодов терпентинного дерева. Терпентинное дерево (лат. Pistácia terebínthus; фисташка терпентинная) — ближайший родственник фисташкового дерева, вместе с ним входящий в род фисташка. Считается, что курдский кофе не содержит кофеина.
Традиции приготовления и подачи курдского кофе сходны с таковыми у кофе обычного. Собранные плоды терпентинного дерева обжаривают, мелят и заваривают. Сервируется курдский кофе обычно в небольших кофейных чашечках, которые сопровождает стакан воды, что аналогично подаче обычного кофе в Турции и Армении.
Уже с начала XX века курдский кофе вызвал интерес в Европе и начал экспортироваться в европейские страны. Во Франции он продавался под названием «Chicorée au Kurde» («курдский „цикорий“») и позиционировался как экзотический заменитель кофе.
На сегодняшний день, курдский кофе особенно популярен в провинциях и городах на юго-востоке Турции, где значительную часть населения составляют курды. Это, в частности, города Мардин, Батман, Диярбакыр и Газиантеп.